# Materina dušica
Materina dušica (znanstveno ime Thymus - skupno ime za mnoge, pri nas samorasle oblike materine dušice) je rod trajnih zdravilnih polgrmičkov, ki zrastejo do približno 50 cm visoko. Izvira iz Sredozemlja. 
Uvršča se v družino ustnatic. V botaniki je označena kot polgrm, zraste namreč od 10 do 50 cm visoko. Ima malo olesenela, ležeča ali pokončna stebla, ki so okrogla ali štirirobna in različno dlakava. Tudi listi so različnih oblik in velikosti: črtalasti ali okroglasti, jajčasti, suličasti, celorobi, trdi, skoraj usnjati. Rada ima suhe, sončne prostore – na nasipih, ob mejah, nabrežinah, ob suhih gozdovih in vse do visokih planin.  Uspeva tudi na vsakem vrtićku ali v rastlinjaku.
Rožnati do temno škrlatni cvetovi so združeni v kroglasta ali podolgovata socvetja. Za materino dušico je značilen aromatičen, limoni podoben vonj in rahlo grenak okus.
Materina dušica se uživa v obliki čaja, iz nje se izdeluje tudi eterično olje, tinktura ali krema za prsni koš, mišice in sklepe.
Najpomembnejši proizvod iz timijana je eterično olje, ki vsebuje 50 % timola. Druge snovi so še karvakrol - vrsta kislega saponina, vrsto še ne dobro raziskanega glukozida, čreslovino in mangan.
Uporablja se pri vnetjih dihal, saj topi sluz. Uporablja se tudi za razkuževanje, kopeli, polive ... Ostali učinki materine dušice:
- Pomiri kašelj
- Blaži krče
- Pomaga pri izkašljevanju
- Topi sluz v pljučih
- Pomaga pri vnetju grla
- Izloča vodo iz telesa
- Pomaga pri nekaterih težavah z želodcem in črevesjem
- Razkužuje
- Zdravi kožne bolezni in akne
- Pomaga pri bolečinah v mišicah,
- Pomaga pri parazitih, utrujenosti, depresiji, anksioznosti, glavobolu, težavah z ledvicami, stresu
- Pomaga pri glivicah na nohtih

## Zdravilni deli rastline
Nabiramo rastline v cvetju brez korenin.

## Druga ljudska imena
materna dušica, materin dušek, duša, babja dušica, bukvica, dušek, dušje, mačešica, materinka, timas, popovec, preprišč, prprišč, prežilka ...
Čas nabiranja je od junija do septembra.

## Zgodovina
Materina dušica je v 11. stoletju  prišla k nam iz sredozemskih dežel . Dobro znana je bila že v antiki. Izročilo pripoveduje: »Timijan (materina dušica) je predvsem oster in vroč. Iz njega pripravljen napitek čisti plemenite notranje dele telesa.« 
Opatica Hildegard von Bingen omenja timijan kot zdavilo proti gobavosti, mrtvoudnosti in živčnim boleznim.

## Vrste
Okrog 350 vrst, med drugim:
| - Thymus adamovicii - Thymus altaicus - Thymus alpestris planinska materina dušica - Thymus alpigenus alpska materina dušica - Thymus balcanus balkanska materina dušica - Thymus bracteosus - Thymus broussonetii - Thymus caespititius - Thymus camphoratus - Thymus capitatus - Thymus capitellatus - Thymus camphoratus - Thymus carnosus - Thymus cephalotus - Thymus cherlerioides - Thymus ciliatus - Thymus cilicicus - Thymus cimicinus - Thymus comosus - Thymus comptus - Thymus curtus | - Thymus decussatus - Thymus effusus navadna materina dušica - Thymus froelichianus Froelichova materina dušica - Thymus glabrescens - Thymus herba-barona - Thymus hirsutus - Thymus hyemalis - Thymus inaequalis - Thymus illyricus ilirska materina dušica - Thymus lanuginosus - Thymus leucospermus - Thymus leucotrichus - Thymus longicaulis materina dušica - Thymus longiflorus - Thymus mandschuricus - Thymus marschallianus - Thymus mastichina - Thymus membranaceus - Thymus mongolicus - Thymus montanus gorska materina dušica | - Thymus moroderi - Thymus nervulosus - Thymus nummularis - Thymus odoratissimus - Thymus pallasianus - Thymus pannonicus - Thymus polytrichus dlakava materina dušica - Thymus praecox rana materina dušica - Thymus pseudolanuginosus - Thymus pulegioides polajeva materina dušica - Thymus quinquecostatus - Thymus richardii - Thymus serpyllum poljska materina dušica - Thymus sibthorpii - Thymus striatus - Thymus thracicus - Thymus villosus - Thymus vulgaris vrtna materina dušica - Thymus zygis |